# TT Hellenic Postbank
TT Hellenic Postbank (anteriormente Greek Postal Savings Bank, en griego: Ταχυδρομικό Ταμιευτήριο) es un banco comercial con sede en Atenas, en Grecia. Sus acciones cotizan en la bolsa de Atenas; su mayor accionista individual es el gobierno griego.